# Karty niemieckie
|   | Wino | Czerwień | Żołądź | Dzwonek |
| D |      |          |        |         |
| K |      |          |        |         |
| O |      |          |        |         |
| U |      |          |        |         |
| X |      |          |        |         |
| 9 |      |          |        |         |
| 8 |      |          |        |         |
| 7 |      |          |        |         |
| 6 |      |          |        |         |
| 5 |      |          |        |         |
| 4 |      |          |        |         |
| 3 |      |          |        |         |

Karty typu niemieckiego – popularna nazwa na talię 24, 32, 36, 40, 48 kart o czterech barwach: Eichel (żołądź),  Grün (wino), Herz (czerwień), Schellen (dzwonki).
W każdym kolorze są cztery figury: Daus (tuz), König (król), Ober (wyżnik), Unter (niżnik) oraz blotki: dziesiątka, dziewiątka, ósemka, siódemka i szóstka.
Karty tego wzoru zostały spopularyzowane na terenie Europy Środkowej, gdzie na tyle się przyjęły, że rychło zostały uznane za karty narodowe (w odróżnieniu od kart francuskich) i tradycyjnie nazywane były kartami polskimi, czeskimi, węgierskimi etc. W Polsce obecnie kartami tego typu (talia 32 sztuki) grywa się na Śląsku w skata.
Rozróżnia się ponadto kilka podstawowych wzorów w obrębie kart niemieckich: bawarski, altenburski, frankoński, wirtemberski oraz doppeldeutsch zwany też środkowoeuropejskim; ten ostatni szczególnie popularny jest w Austrii, Czechach, Słowacji, Chorwacji, Słowenii i na Węgrzech.

## Spis wzorów

### Podtyp średniowieczny
- The fairy tarot

### Podtyp północnoniemiecki
- Wzór hanowerski (?)
- Wzór NRD-owski (stary i nowy rysunek)
- Wzór pruski
- Wzór śląski
- Wzór saksoński

### Podtyp południowoniemiecki
- Wzór z Ansbach
- Wzór augsburski
- Wzór bawarski
- Wzór bawarski - militarny
- Wzór frankoński
- Wzór z Linz
- Wzór południowoniemiecki
- Wzór praski
- Wzór rosyjsko-niemiecki
- Wzór salzburski
- Wzór tyrolski
- Wzór wirtemberski (stary i nowy rysunek)

### Podtyp austriacki
- Talia Cztery Pory Roku
- Wzór lwowski
- Wzór z Ödenburga
- Wzór węgierski
- Wzór ze Žlutice